# Öregrunds distrikt
Öregrunds distrikt är ett distrikt i Östhammars kommun och Uppsala län. 
Distriktet ligger i och omkring Öregrund. 

## Tidigare administrativ tillhörighet
Distriktet inrättades 2016 och utgörs av en del av området Östhammars stad omfattade till 1971, en del av området som före 1967 utgjorde Öregrunds stad, delen som staden omfattade före 1952.
Området motsvarar den omfattning Öregrunds församling hade 1999/2000.